# Lukács Piroska
Lukács Piroska (1865 – Nagymaros, 1887. augusztus 15.) színésznő, Lukács Júlia testvérhúga.

## Pályafutása
A drámai szakra készült. Korán lépett színpadra, karénekesnői minőségben, Feleky Miklósnál, Budán. Innen Újpestre szerződött, itt a Fekete gyémántok Evelina szerepében lépett fel először. Ezután Csiszér Kálmán vidéki színtársulatához került. Érzelgős természetű nő volt. Halála előtt a budai színkörben nehéz szereppel, Szigligeti Ede: A cigány c. darabjának Rózsijával próbálkozott meg minden siker nélkül.
1887 augusztusában két nővérével nyaralni voltak Nagymaroson, ahol egyes állítások szerint szerelmi bánatában, mások szerint karrierjének lassú alakulása miatt 1887. augusztus 15-én önkezével vetett véget életének.

## Műve
Édes álmok. Elbeszélések. Budapest, 1887. (Rokonai adták ki a lapokban megjelent öt elbeszélését, melyekről az Irodalmi Értesítő ezeket írja: «az írónő saját szíve vérével írta e beszélyeket».)
Utolsó levelét közli a Nagykőrös, 1888. 26. száma. 